# White Rabbit
„White Rabbit“ je píseň skupiny Jefferson Airplane z jejich alba Surrealistic Pillow z roku 1967. Skladba vyšla i jako singl s písní „Plastic Fantastic Lover“ na B-straně. V roce 2004 ji zařadil časopis Rolling Stone na 478. pozici v jejich žebříčku 500 nejlepších písní všech dob.